# Кордова, Франко
Франко Кордова (итал. Franco Cordova; род. 21 июня 1944, Форли, Италия) — итальянский футболист, полузащитник.

## Карьера

### Клубная карьера
Кордова дебютировал в футболе в 1962 году за «Салернитану», где привлёк внимание тренерского штаба «Катании», куда перешёл в 1963 году. После двух сезонов в клубе стал играть за «Интернационале». Он также сыграл один матч за «Нерадзурри» в Неаполе 22 мая 1966 года. В следующем году он был отдан в аренду в «Брешию», сыграв 25 матчей.
В 1967 году подписал контракт с «Ромой», где сыграл 212 матчей, забив 9 голов. Он был капитаном команды с 1972 по 1976 год.
Поссорившись с президентом «Джаллоросси» Гаэтано Анзалоне, Кордова отказался от перевода и «назло», а также по семейным обстоятельствам, добился сенсационного перехода к его сопернику «Лацио», за который отыграл три сезона.
Завершил карьеру футболиста в 1980 году, играя за «Авеллино», после дисквалификации на один год и два месяца за участие в скандале со ставками на футбол.

### Карьера в сборной
В апреле 1975 года он дебютировал за сборную против Польши на Олимпийском стадионе в Риме. Месяц спустя он сыграл свой второй и последний матч за сборную против Финляндии.

## Достижения
«Интернационале»
- Обладатель Межконтинентального кубка по футболу: 1965
- Чемпион Италии: 1965/66

«Рома»
- Обладатель Кубка Италии: 1968/69
- Обладатель Англо-итальянского кубка: 1972